# Horné Turovce
Horné Turovce és un poble i municipi d'Eslovàquia que es troba a la regió de Nitra, al sud-oest del país.
La primera menció escrita de la vila es remunta al 1156.

## Demografia
| Godina             | 1994 | 2004   | 2014   | 2024   |
| ------------------ | ---- | ------ | ------ | ------ |
| Nombre de persones | 638  | 603    | 598    | 558    |
| Diferència         |      | −5,48% | −0,82% | −6,68% |

| Godina             | 2023 | 2024   |
| ------------------ | ---- | ------ |
| Nombre de persones | 567  | 558    |
| Diferència         |      | −1,58% |